# Expédition Southern Cross
Vous lisez un « bon article » labellisé en 2009.  Il fait partie d'un « bon thème ».
L'expédition Southern Cross, officiellement connue sous le nom de la British Antarctic Expedition 1898–1900, est la première entreprise britannique de l'Âge héroïque de l'exploration en Antarctique (1895-1922) et la pionnière des expéditions plus connues de Robert Falcon Scott et Ernest Shackleton au cours de la décennie suivante. Elle est l’œuvre de l'explorateur et professeur Carsten Borchgrevink, Britannique d'origine norvégienne. Ce dernier envisage la première mission d'hivernage au cap Adare en Antarctique, au nord de la péninsule Adare, avant de faire les premières explorations de l'intérieur du continent, alors totalement inexploré. L'ensemble de l'expédition est financé par l'éditeur britannique de magazines Sir George Newnes.

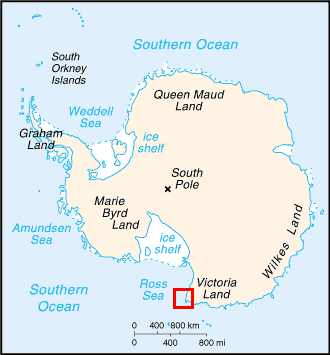
Localisation du cap Adare, lieu d'arrivée de l'expédition Southern Cross.

En février 1899, le navire de l'expédition SS Southern Cross dépose Borchgrevink et une équipe au cap Adare, dans l'extrémité nord-ouest de la mer de Ross, où un camp est érigé. Au cours des mois suivants, le groupe subit l'hostilité du climat hivernal d'Antarctique. Tout un programme de travaux scientifiques est réalisé mais les possibilités d'exploration de l'intérieur du continent sont sérieusement limitées par les montagnes et les glaciers qui entourent le camp de base. Au cours de cette expédition, le zoologiste Nikolai Hansen meurt des suites d'une maladie. En janvier 1900, le Southern Cross reprend l'équipe pour explorer le sud de la mer de Ross et, à la suite de l'itinéraire emprunté par l'expédition Erebus et Terror de James Clark Ross en 1840, atteint la barrière de Ross. Le 16 février, Borchgrevink et deux compagnons montent sur la barrière, puis parviennent en traîneaux jusqu'à environ 16 km vers le sud, pour définir un nouveau « Farthest South » à la latitude de 78°50'S.
Lors de son retour à Londres, l'expédition est froidement reçue par la Royal Geographical Society, qui avait envisagé un tel exploit pour sa propre expédition Discovery. Il y a également des rumeurs sur la qualité du commandement de Borchgrevink et la quantité limitée d'informations scientifiques obtenues. Toutefois, l'expédition enregistre plusieurs succès d'importance, comme le fait d'être la première à passer l'hiver sur le continent et à y avoir établi des structures. Elle est également la première à faire usage de chiens de traîneau dans l'Antarctique, la première à explorer de la barrière de Ross, et bat le record de latitude Sud. En dépit de ces succès, Borchgrevink n'atteint jamais un statut de héros égal à celui de Scott ou Shackleton, et son expédition est rapidement oubliée dans l'excitation de la suite des événements. Cependant, Roald Amundsen, conquérant du pôle Sud en 1911, est parmi ceux qui reconnaissent sa contribution à l'exploration de l'Antarctique. Plus tard, Amundsen utilisera l'emplacement de l'arrivée de Borchgrevink sur la barrière de glace comme camp de base pour sa propre expédition vers le pôle, et écrivit plus tard : « Nous devons reconnaître que, en dépassant la barrière, Borchgrevink a ouvert la voie vers le sud, et a écarté le plus grand obstacle des expéditions qui ont suivi ».

## Contexte

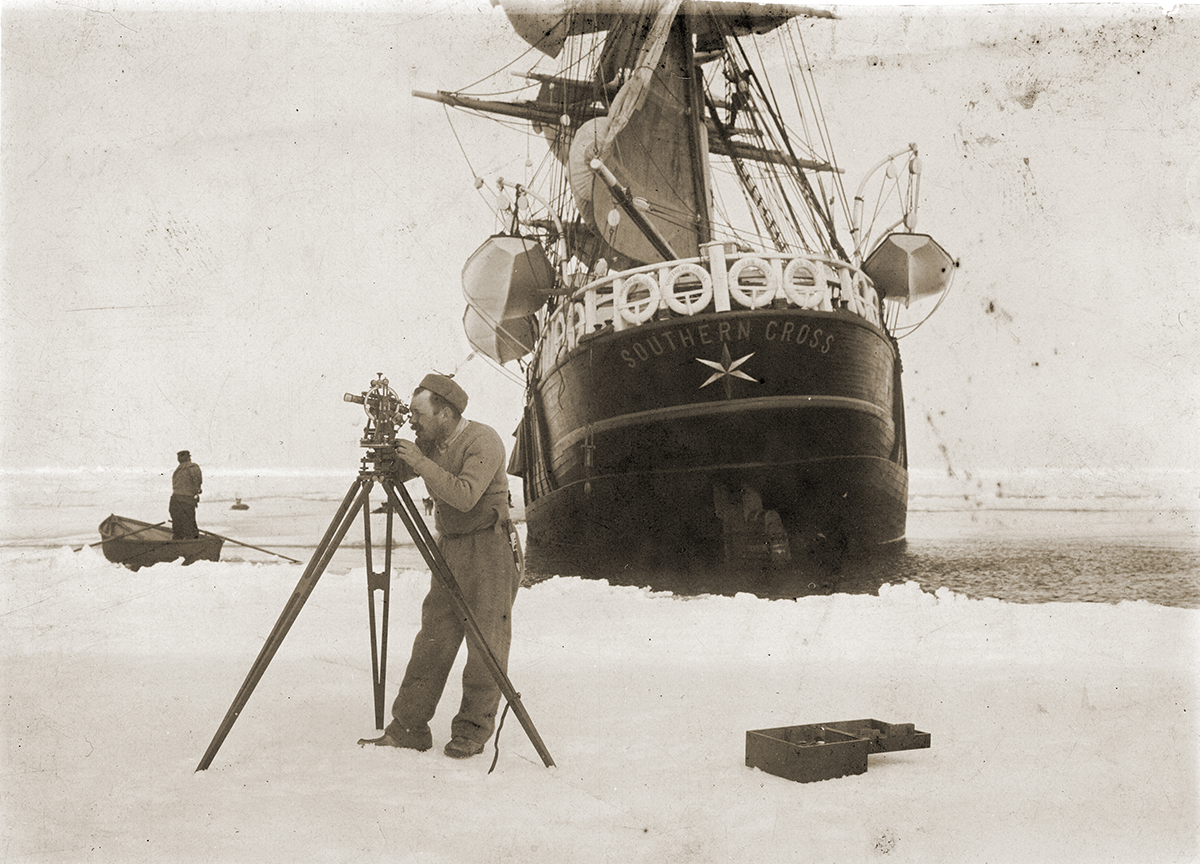
Le commandant de l'expédition Carsten Borchgrevink prenant une mesure au théodolite devant le SS Southern Cross en 1899.

Né à Oslo en 1864, Carsten Borchgrevink émigre en Australie en 1888. Il y travaille dans des équipes d'exploration de l'intérieur du pays avant d'accepter un poste d'enseignant en Nouvelle-Galles du Sud. En 1894-1895, il se joint à une expédition commerciale dirigée par Henryk Bull, dans le baleinier Antarctic, qui pénètre dans les eaux antarctiques et atteint le cap Adare, vers la mer de Ross. Une équipe, dont Borchgrevink et Bull font partie, pose brièvement pied à terre, devenant les premiers hommes à poser le pied sur le continent Antarctique, si le présupposé exploit de 1821 par John Davis n'est pas considéré comme « fiable »,. Ils visitent également les îles Possession de la mer de Ross, en laissant un message dans une boîte de fer-blanc comme preuve de leur voyage. Borchgrevink est convaincu que l'emplacement du cap Adare, avec sa rookerie de manchots fournissant un approvisionnement d'aliments frais et de graisse, peut servir de base à une future expédition qui passerait l'hiver avant d'explorer l'intérieur de l'Antarctique,.
Déterminé à conduire une telle expédition lui-même, Borchgrevink passe la majeure partie des trois années suivantes à tenter d'obtenir un soutien financier en Australie et en Angleterre. Sa prise de parole au cours du Congrès international de la Royal Geographical Society (RGS) en 1895, au cours de laquelle il déclare sa volonté de mener cette expédition, est bien reçue mais ne lui rapporte pas de fonds. La Royal Geographical Society prépare en fait ses propres plans d'expédition en Antarctique, l'expédition Discovery de Robert Falcon Scott, et est à la recherche de fonds. Borchgrevink est donc considéré par le président de la RGS Sir Clements Markham comme un intrus étranger et un rival pour le financement. Toutefois, Borchgrevink réussi à finalement persuader l'éditeur Sir George Newnes, dont le rival Alfred Harmsworth finance l'expédition prévue par Markham. Il obtient l'intégralité du coût de son expédition, soit £40 000, l'équivalent à environ 3 millions de livres sterling en 2008. Ce don rend Markham et la RGS furieux, puisqu'une telle somme aurait permis à la RGS de lancer l'expédition Discovery.
Newnes a cependant fait ce don à une condition : que l'expédition de Borchgrevink navigue sous le pavillon britannique et se fasse appeler la « British Antarctic Expedition ». Borchgrevink accepte facilement, même si seulement deux membres de l'expédition sont britanniques. Ceci augmente ennuie Markham, qui reproche au bibliothécaire de la RGS Hugh Robert Mill d’avoir assisté au lancement de l'expédition.
Mill avait trinqué au succès de l'expédition, estimant que l’existance d’endroits sur Terre que l’homme n’avait jamais tenté d’atteindre étaient « une honte pour l’entreprise humaine ». Il espérait que cette honte serait levée par le biais de « la munificence de Sir George Newnes et le courage de M. Borchgrevink ».

## Organisation

### Objectifs
À l’origine, les objectifs de l’expédition de Borchgrevink étaient commerciaux, scientifiques et géographiques. Il imagine la création d'une entreprise pour exploiter les vastes quantités de guano qu'il avait observées au cours de son voyage en 1894 et 1895, mais cela n'aboutit pas. Dans de nombreux courriers à des sociétés savantes scientifiques, il souligne l'ampleur des travaux qui pourraient être réalisés par une expédition résidente en Antarctique, y compris la possibilité d'établir l'emplacement du pôle Sud magnétique. L'équipe de scientifiques que nomme finalement Borchgrevink, bien que généralement sans expérience, couvre une grande variété de disciplines, dont le magnétisme, la météorologie, la biologie, la zoologie, la taxidermie et la cartographie. Au stade de la planification, il a également l'espoir que l'expédition scientifique fasse des découvertes géographiques spectaculaires, comme l'atteinte du pôle Sud. En l'absence de connaissances de la géographie du continent, il ne sait pas encore que le site choisi pour la base au cap Adare exclut toute tentative d'exploration de l'intérieur de l'Antarctique,.

### Navire

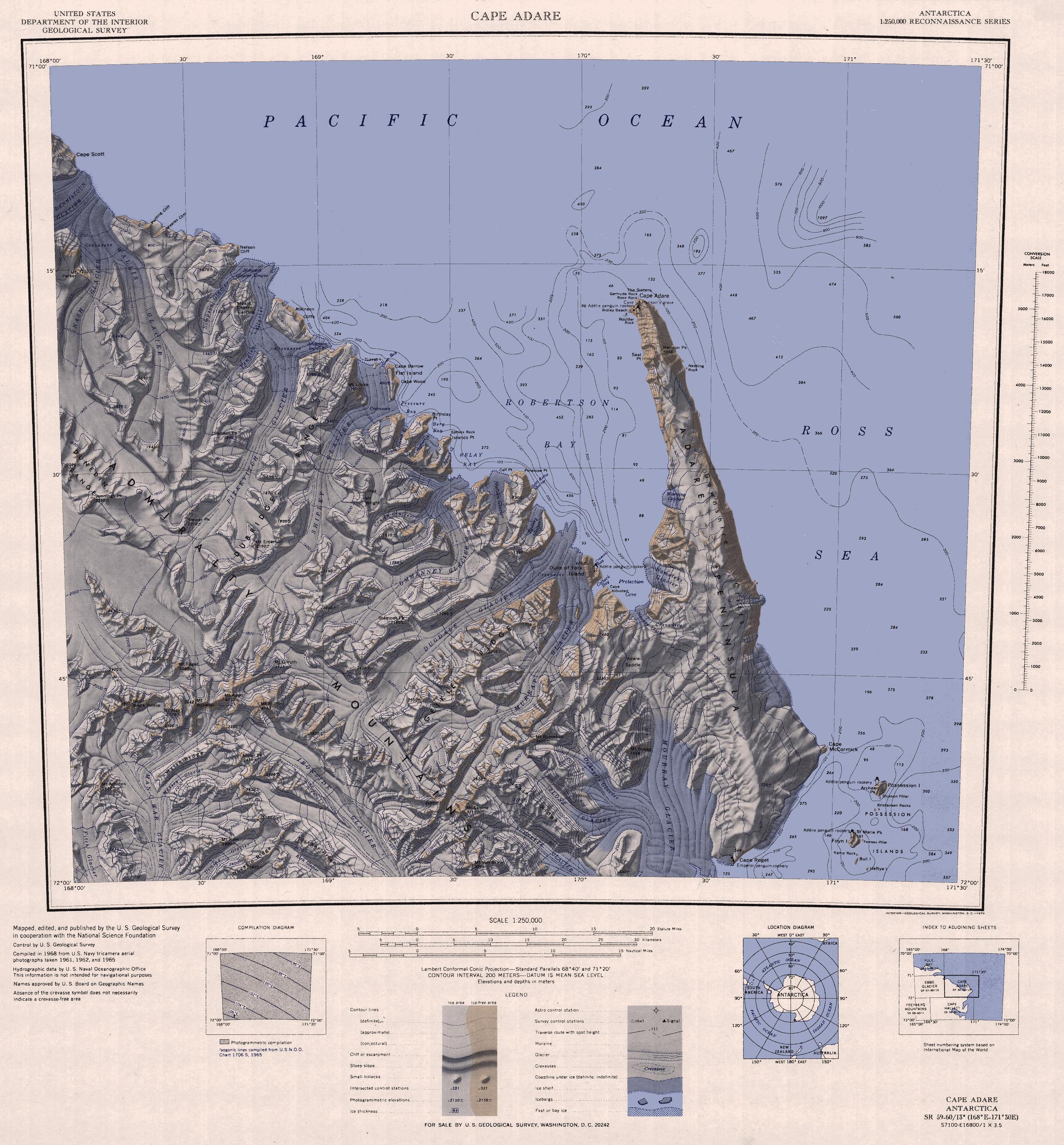
Carte de la région du cap Adare.

Borchgrevink achète en 1897 un baleinier à vapeur, le Pollux, construit dans le chantier de l'armateur norvégien Colin Archer. Archer est connu pour avoir auparavant construit le Fram de Fridtjof Nansen. À cette époque, le Fram est de retour, indemne, de sa longue dérive en l'océan Arctique au cours d'une expédition entre 1893 et 1896 pour atteindre la latitude la plus au Nord.
Le Pollux, que Borchgrevink rebaptise immédiatement Southern Cross (« Croix du Sud »), est un trois-mâts barque de 520 tonnes et de 45 mètres de longueur. Les moteurs ont été conçus selon les spécifications de Borchgrevink et montés avant que le navire n'ait quitté la Norvège. Malgré les doutes de Markham sur sa capacité à naviguer, peut-être pour contrecarrer le départ de Borchgrevink, le navire convient parfaitement aux eaux antarctiques. À l'instar de plusieurs navires polaires historiques, sa « vie » après l'expédition a été courte. En avril 1914, il est vendu à la Newfoundland Sealing Company et est perdu dans une tempête au large de la côte de Terre-Neuve.

### Équipe
L'équipage du navire de l'expédition, sous le commandement du capitaine Bernard Jensen, se compose de 19 marins norvégiens et d'un steward suédois. Jensen est un marin expérimenté en ce qui concerne la navigation dans le pack des océans Arctique et Austral. Il était présent avec Borchgrevink sur le voyage de l’Antarctic avec Henryk Bull en 1894-1895. L'équipe qui doit être débarquée sur le rivage du cap Adare pour passer l'hiver est composée de dix personnes : Borchgrevink, cinq scientifiques, un médecin, un cuisinier qui a également servi en tant qu'adjoint général, et deux mushers. De cette équipe, cinq sont norvégiens, deux anglais, un australien et les deux experts en conduite de chiens sont des Samis du nord de la Norvège, parfois décrit comme Lapons ou Finlandais,.
Parmi les scientifiques se trouve Louis Bernacchi, un Belge vivant en Tasmanie et qui a étudié le magnétisme et la météorologie à l'Observatoire de Paris. Il est pressenti pour l'expédition Antarctique belge (1897-1899) mais n'est pas en mesure de prendre ses fonctions. Bernacchi se rend ensuite à Londres dans le but de postuler comme scientifique auprès de Borchgrevink. Sa chronique de l'expédition Southern Cross, qui est publiée en 1901 sous le nom To the South Polar Regions, est critique envers certains aspects du commandement de Borchgrevink, mais défend les réalisations scientifiques de l'expédition. Un peu plus d'un an après son retour, Bernacchi retourne en Antarctique en tant que physicien sur l'expédition Discovery du capitaine Scott. William Colbeck, qui servit lui aussi par la suite sur l'expédition Discovery, est un des hommes de Borchgrevink, un marin britannique expérimenté. Il s'agit d'un lieutenant commissionné dans la Royal Naval Reserve. Pour préparer l'expédition Southern Cross, il s'inscrit à un cours de magnétisme à l'observatoire de Kew. De 1902 à 1904, il est aux commandes du SY Morning qui porte secours aux membres de l'expédition Discovery.
L'assistant zoologiste de Borchgrevink est Hugh Blackwell Evans, le fils d'un vicaire de Bristol, qui avait passé trois ans dans un ranch de bétail au Canada et avait chassé le phoque autour des îles Kerguelen. Le zoologiste en chef est Nikolai Hansen, diplômé de l'Université d'Oslo, qui est décédé au cours de l'expédition, laissant une femme et une fille née après son départ pour l'Antarctique.
Le médecin de l'expédition, Herlof Klovstad, qui a travaillé dans un asile d'aliénés à Bergen, fait également partie de l'équipe débarquée. Klovstad est mort peu après son retour de l'Antarctique. Les autres sont Anton Fougner, assistant scientifique, Kolbein Ellifsen, cuisinier et assistant général, et les deux mushers sami, Per Savio et Ole Must. Ces derniers, de respectivement 21 et 20 ans, sont les plus jeunes membres de l'équipe. Borchgrevink décrit plus tard Savio comme un homme « bien connu pour son caractère fidèle, sa capacité de travail et son intelligence ».

## Voyage

### Cap Adare

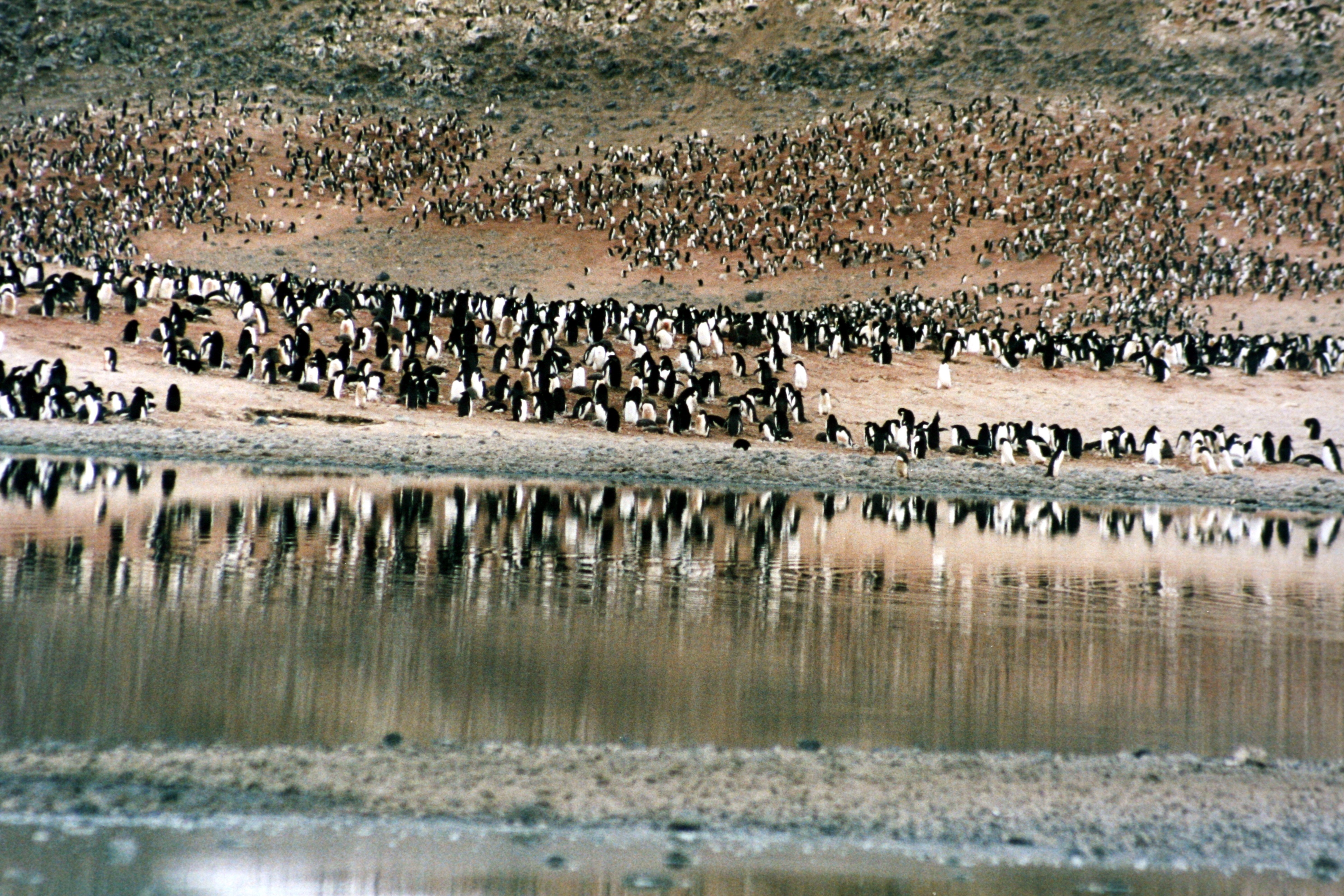
Photographie récente du cap Adare où se trouve une rookerie de manchots Adélie.

Le SS Southern Cross quitte Londres pour Hobart en Tasmanie, le 23 août 1898, après son inspection par le duc d'York, le futur roi George V, qui donne un Union Flag. En plus du personnel, au matériel et aux provisions de l'expédition, des huskys de Sibérie sont embarqués pour tirer les traîneaux. C'est la première fois que des chiens sont utilisés dans une expédition en Antarctique. Après un dernier ravitaillement à Hobart, l'expédition part pour l'Antarctique le 19 décembre 1898. Le cercle Antarctique est franchi le 23 janvier 1899, après quoi le navire est pris dans le pack, n'en sortant que trois semaines plus tard. Le cap Adare est repéré le 16 février, et le jour suivant, le Southern Cross ancre au large des côtes.
Le cap Adare fut découvert par l'explorateur James Clark Ross au cours de l'expédition Erebus et Terror (1839-1843). Il se trouve à la fin d'un long promontoire et au-dessous du cap se trouve une grande zone d'estran, où Borchgrevink et Bull ont fait leur court passage en 1895. Cet estran est le site de l'une des plus grandes rookeries de manchots Adélie sur le continent et, comme le fait observer Borchgrevink en 1895, « à cet endroit, il y a assez d'espace pour des maisons, des tentes et des provisions » ; il ajoute que « l'abondance des manchots fournira un garde-manger pour l'hiver et une source de combustible ».
Le déchargement commence le 17 février. Les 75 chiens furent les premiers à terre avec leurs deux manutentionnaires saami, qui restent avec eux et deviennent ainsi les premiers hommes à passer une nuit sur le continent Antarctique. Au cours des douze jours suivants, le reste de l'équipement et des provisions sont débarqués, et deux baraques préfabriquées sont érigées, l'une en tant que logement et l'autre pour le stockage. Il s'agit, là encore, des premiers bâtiments construits sur le continent. Une troisième structure est construite avec des restes de matériels afin de servir de refuge pour les observations magnétiques. La « cabane de vie » servant de logement aux dix hommes est petite et apparemment précaire. Bernacchi la décrit plus tard comme un abri de « quinze pieds carrés, ancré par des câbles au sol rocheux ». Les chiens sont logés dans des chenils façonnés à partir de caisses d'emballage. Au 2 mars, la base, baptisée « Camp Ridley » d'après le nom de jeune fille anglais de la mère de Borchgrevink est achevée et le drapeau du duc de York mis en place. Ce jour-là, le SS Southern Cross repart pour l'Australie, pour y passer l'hiver.

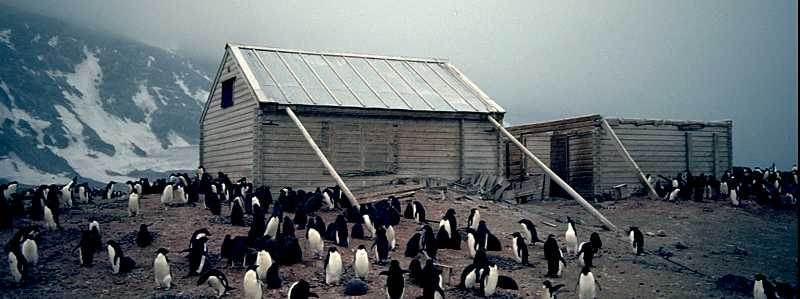
Abri de l'expédition.

À l'intérieur de la cabane se trouvent deux petites salles annexes, l'une utilisée comme chambre noire pour les photographies, l'autre pour la taxidermie. Dans la principale zone de vie, la lumière du jour pénètre par le biais d'une fenêtre à double vitrage et volets et par l'intermédiaire d'un petit trou sur le haut du mur nord. Les lits sont installés autour des murs extérieurs, et une table et un poêle dominent le milieu de la cabane. Au cours des quelques semaines précédant l'hiver, les membres de l'expédition testent les techniques de transport avec les traîneaux près de la baie de Robertson, arpentant la côte et collectant des spécimens d'oiseaux et de poissons. Ils abattent également des phoques et des manchots pour se nourrir et pour la graisse. Ces activités extérieures ont été largement limitée par l'apparition de l'hiver rigoureux, à la mi-mai.

### Hiver antarctique

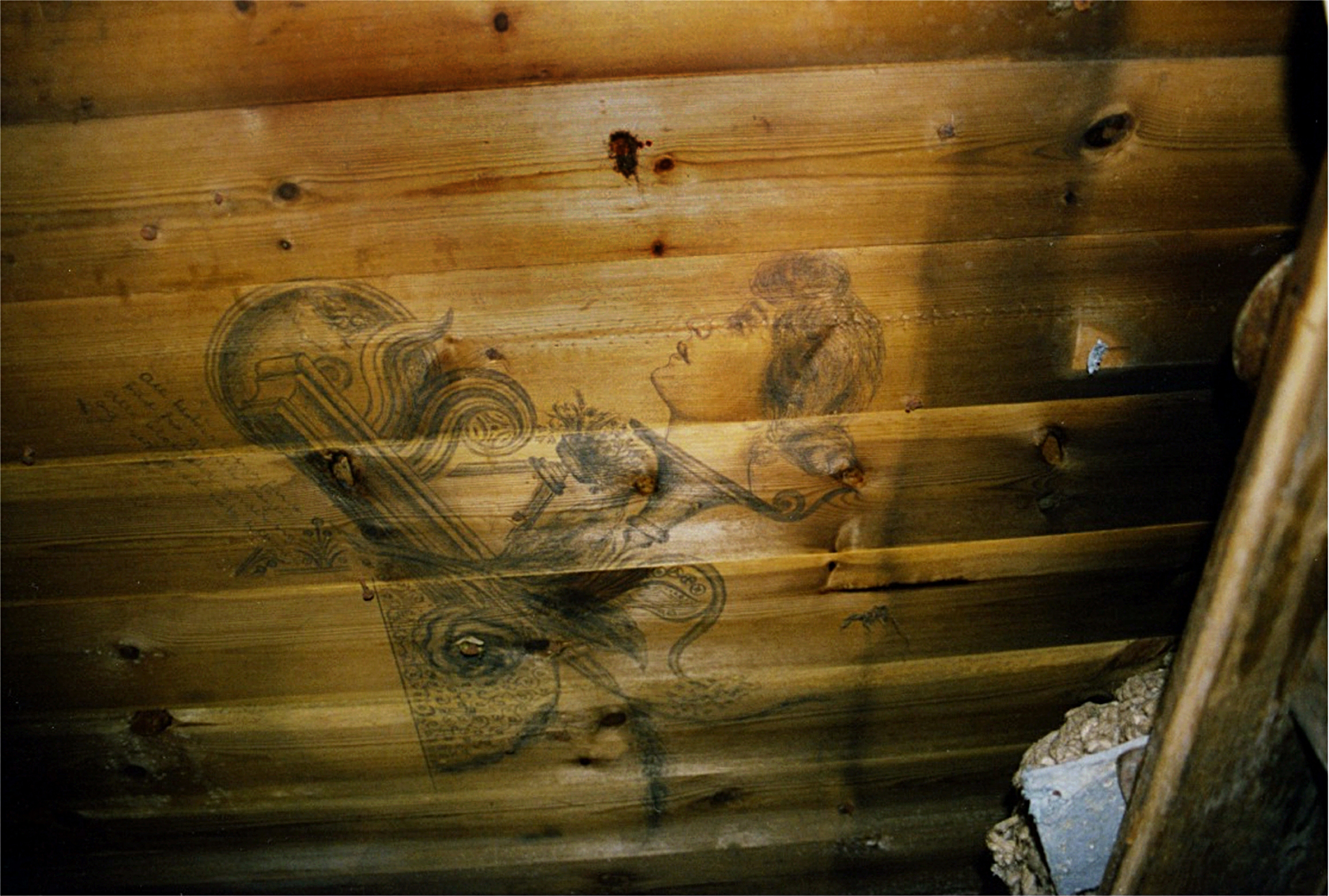
Dessin de Kolbein Ellefsen sur un mur de l'abri, au-dessus de son lit.

Cette arrivée précoce de l'hiver contraint les membres de l'équipe à rester dans leur logement exigu. Cela se révèle être une période difficile pendant laquelle règnent l'ennui et l'irritation, comme en témoignera Bernacchi qui explique que les hommes trouvent « les limites de leur tempérament ». Au cours de cette période de tension et de confinement, les qualités de commandant de Borchgrevink semblent laisser à désirer. Bernacchi écrit qu'« à bien des égards… [Borchgrevink n'est] pas un bon leader ». L'historien polaire Ranulph Fiennes écrit également que « l'anarchie démocratique », la saleté, le désordre et l'inactivité étaient fréquents.
Borchgrevink, qui n'a pas une formation scientifique, rencontre des difficultés à manier l'équipement et à faire des observations et des mesures. Cette situation est une grande source de préoccupation pour certains membres de l'équipe. Toutefois, le plan des observations scientifiques est maintenu tel que prévu, et les hommes font de l'exercice physique à l'extérieur de l'abri lorsque les conditions météorologiques le permettent.
Comme divertissement, Savio improvise un sauna dans les congères à côté de la cabane. Un concert est organisé, avec des diapositives, des chansons et des lectures. Mais pendant ce temps, deux accidents graves surviennent qui mettent la vie des hommes en danger. Le premier à la suite d'une bougie qui met le feu à la cabane et cause d'importants dégâts et le second, quand trois personnes sont presque asphyxiées par les résidus de combustion du charbon dans leur sommeil.
L'équipe est bien approvisionnée avec une large variété de produits alimentaires à base de beurre, du thé et du café, des harengs, des sardines, du fromage, de la soupes, des conserves de tripes, du pouding à la prune, des pommes de terre et de légumes secs. Toutefois, il y a des plaintes sur le manque de produits de luxe, Colbeck note que « toutes les conserves de fruits livrées pour l'équipe ont été soit consommés lors du voyage, soient laissées à bord du navire pour l'équipage ». Il y a aussi une pénurie de tabac, en dépit des 500 kg qui étaient mis à disposition ; seule une petite quantité de tabac à chiquer a été débarquée.
Le zoologiste, Nikolai Hansen, tombe malade au cours de l'hiver. Le 14 octobre il meurt, apparemment d'un trouble intestinal, devenant ainsi la première personne à être enterrée sur le continent Antarctique. La tombe est creusée dans le sol gelé au sommet du cap Adare à la dynamite. Bernacchi écrit : « au milieu d'un profond silence et la paix, il n'y a rien pour perturber le sommeil éternel, à part le vol des oiseaux de mer ».

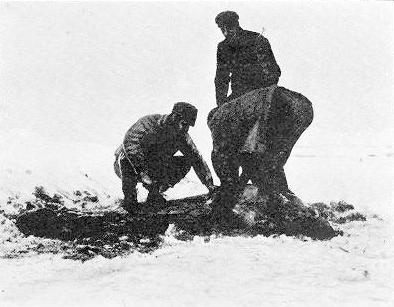
Colbeck, Bernacchi et Evans dépeçant un phoque lors de l'hiver 1899.

Alors que l'hiver cède la place au printemps, l'équipe se prépare à de plus ambitieux voyages vers l'intérieur du continent, à l'aide des chiens et des traîneaux. Cependant, l'emplacement de la base est coupé du continent par de hautes montagnes et les voyages le long de la côte sont gênés par la dangerosité de la mer gelée. Ces facteurs limitent sévèrement l'étendue de leurs possibilités d'exploration, lesquelles ont été en grande partie réduites à la baie de Robertson, où une petite île est découverte et appelée île du Duc-d’York d'après le parrain de l'expédition. Quelques années plus tard, cette découverte fut contredite par des membres de l'expédition Discovery qui affirmèrent que l'île n'existait pas. Cependant, sa position a depuis été confirmée à71° 38′ S, 170° 04′ E.

### Exploration de la mer de Ross
Le Southern Cross est de retour au cap Adare le 28 janvier 1900. Borchgrevink commence le démantèlement du camp de base et son transfert sur le navire, mais abandonne rapidement cette idée après quelques jours pour embarquer directement à bord du navire, et le 2 février, le Southern Cross navigue vers le sud dans la mer de Ross. La preuve d'un départ rapide et désordonné du cap Adare est notée deux ans plus tard, lorsque le site est visité par des membres de l'expédition Discovery comme Edward Adrian Wilson qui retrouve « des tas de déchets un peu partout, une montagne de boîtes de fournitures, des oiseaux morts, des phoques, des chiens, du matériel d'attelage […] et Dieu sait quoi d'autre ».

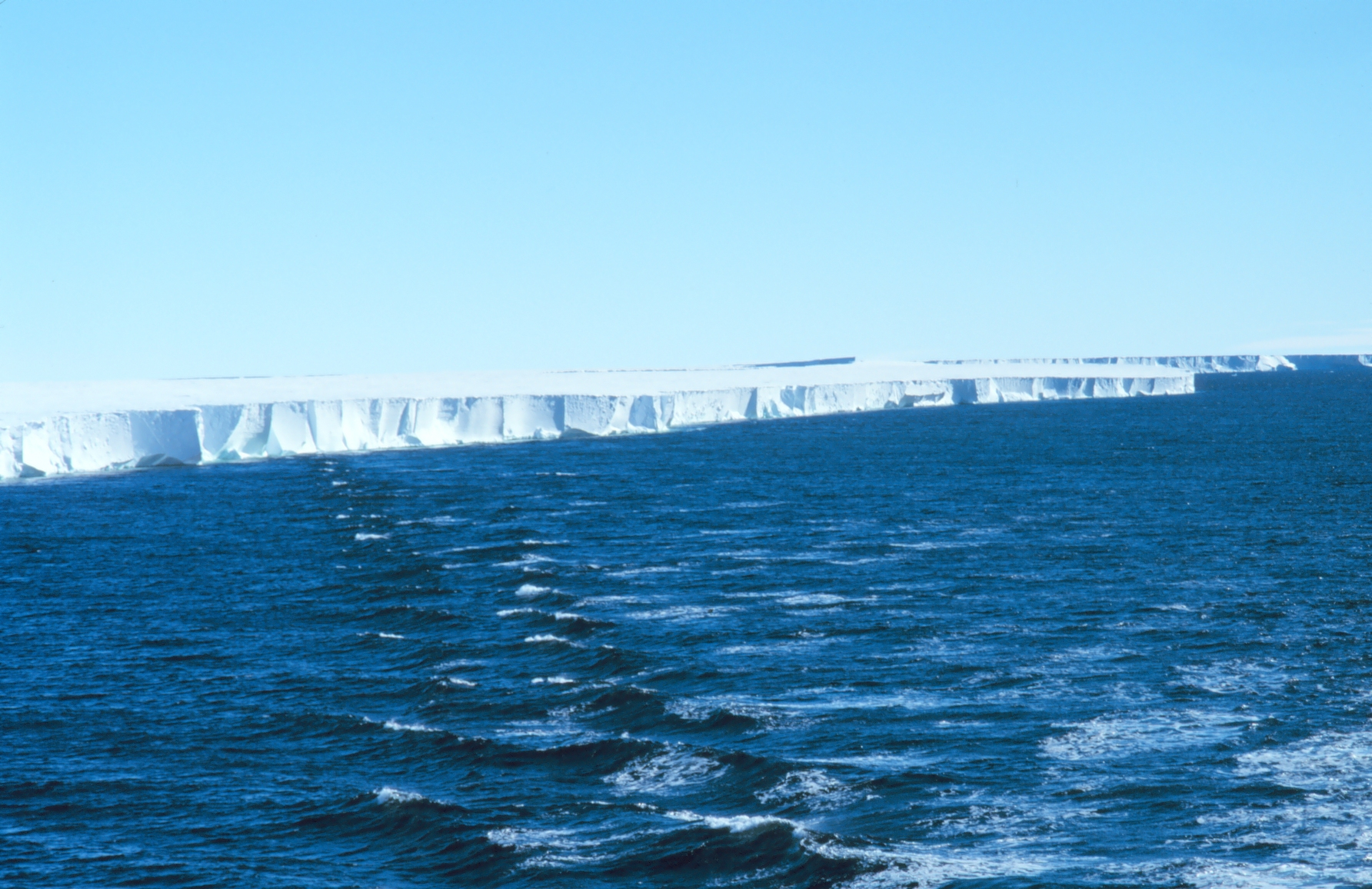
La barrière de Ross où Borchgrevink tenta d'avancer vers le sud.

Le premier port d'escale dans la mer de Ross sont les îles Possession, où la boîte en fer-blanc laissé par Borchgrevink et Bull en 1895 est récupérée. Ils naviguent ensuite au sud, en suivant la côte de la terre Victoria et découvrent de nouvelles îles, dont l'une est nommée par Borchgrevink d'après Sir Clements Markham. L'hostilité de ce dernier à l'égard de l'expédition restera inchangée malgré cet honneur,. Le Southern Cross continue vers l'île de Ross, observe le volcan du mont Erebus et tente un débarquement au cap Crozier, au pied du mont Terror. Là, Borchgrevink et le capitaine Jensen sont presque noyés par un raz-de-marée provoqué par une rupture de la glace à proximité de la barrière de glace. Suivant le même chemin que l'expédition Erebus et Terror de James Clark Ross soixante ans plus tôt, ils se rendent vers l'est le long de la barrière de glace pour trouver l'entrée d'où, en 1843, Ross avait atteint son « Farthest South ». Les observations indiquent que la barrière s'est déplacée de quelque 30 km au sud depuis l'époque de Ross, ce qui signifie qu'ils sont déjà au « Farthest South » de Ross. Toutefois, Borchgrevink tient à faire une montée sur la barrière elle-même. Dans les environs de l'entrée de Ross, il trouve un endroit où la pente de glace est suffisamment faible pour laisser espérer qu'un débarquement soit possible. Le 16 février, lui, Colbeck et Savio débarquent sur la barrière avec des chiens et un traîneau, puis ils font un voyage de quelques nautiques vers le sud jusqu'au point de 78°50'S, un nouveau record. Ils sont les premières personnes à voyager sur la surface même de la barrière, gagnant la reconnaissance de Roald Amundsen pour avoir ouvert la route vers le sud. En effet, près de ce même endroit, dans la baie des Baleines, Amundsen établira, dix ans plus tard, son camp de base Framheim, avant d'atteindre le pôle Sud.
Sur le chemin du retour vers le nord, le Southern Cross s'arrête à l'île Franklin, au large de la côte de terre Victoria, et l'équipage fait une série de mesures sur le magnétisme. L'emplacement du pôle Sud magnétique est, comme prévu, dans l'intérieur de la terre Victoria, mais plus au nord et à l'ouest que ce qui était précédemment supposé. Ils quittent ensuite l'Antarctique, traversant le cercle Antarctique le 28 février. Le 1er avril, la nouvelle de leur retour sains et saufs a été envoyé par télégramme de Bluff, en Nouvelle-Zélande.

## Bilan
Le Southern Cross retourne en Angleterre en juin 1900 et reçoit un accueil un peu froid. Dans les milieux géographiques, il y a encore du ressentiment envers Borchgrevink à cause de l'obtention du soutien de George Newnes, et l'attention du public est, en tout état de cause, distraite par les préparatifs de la prochaine expédition du capitaine Scott : l'expédition Discovery. Borchgrevink affirme cependant que son voyage est un grand succès, en déclarant : « Les régions de l'Antarctique pourraient être un autre Klondike », en termes de perspectives pour la pêche, la chasse aux phoques et l'extraction de minéraux. Il prouve qu'il est possible pour un homme de survivre à l'hiver antarctique, et fait une série de découvertes géographiques comme les îles de la baie de Robertson et de la mer de Ross ainsi que les débarquements sur l'île Franklin, l'île Coulman, l'île de Ross et la barrière de Ross. L'exploration de la côte de la Terre Victoria révèle des « découvertes géographiques importantes […] du fjord Southern Cross, ainsi que l'excellent terrain pour un campement au pied du mont Melbourne ». La plus importante réalisation d'exploration de l'expédition est, selon lui, l'ascension de la Grande Barrière de glace et le voyage le plus au sud jamais fait par l'homme ».

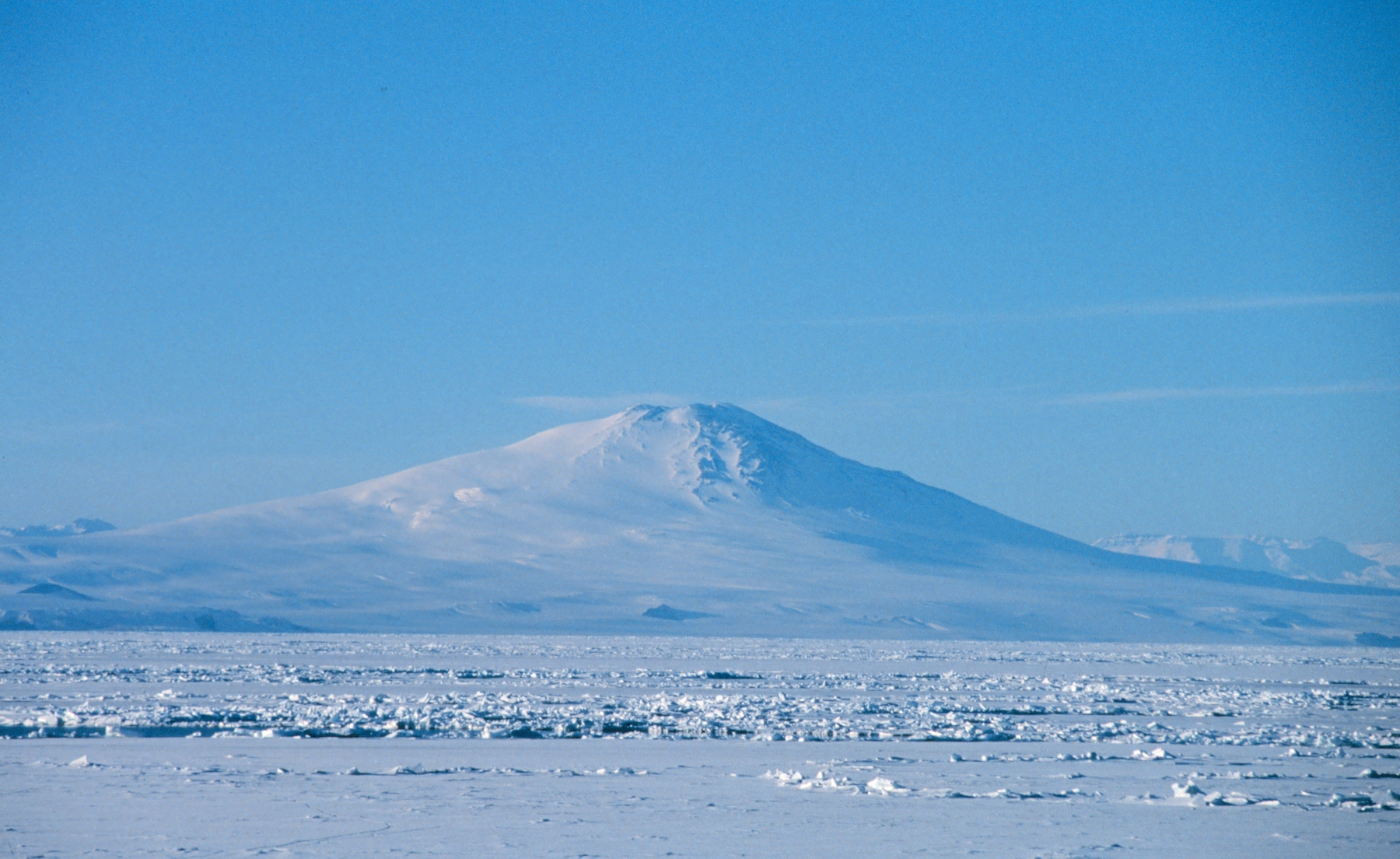
Le mont Melbourne de la terre Victoria.

Le récit de l'expédition par Borchgrevink, First on the Antarctic Continent, est publié l'année suivante. L'édition britannique, dont une grande partie semble avoir été enjolivée par le personnel de Newnes, est critiquée pour son style « journalistique » et son ton présomptueux,. L'auteur, que les commentateurs ont considéré « ne pas être connu pour sa modestie ni son tact » lance une série de conférences en Angleterre et en Écosse, mais est généralement fraîchement accueilli.
Hugh Robert Mill déclare que, si en effet les résultats scientifiques de l'expédition n'étaient pas aussi importants que prévu — de nombreuses notes du zoologiste Hanson ont mystérieusement disparu —, l'expédition est intéressante comme « parties de travaux scientifiques ». Des études des conditions météorologiques et magnétiques de la terre Victoria ont été enregistrées sur une année complète ; le calcul de l'emplacement du pôle Sud magnétique, des échantillons de spécimens de la faune et la flore du continent et des échantillons de sa géologie ont été recueillis. Borchgrevink fait également valoir la découverte de nouveaux insectes et d'espèces aquatiques prouvant la « bi-polarité », c'est-à-dire l'existence d'espèces à proximité des pôles Nord et Sud.
Les établissements géographiques de Grande-Bretagne et à l'étranger mettront du temps à donner une reconnaissance officielle à l'expédition. La Royal Geographical Society intronise Borchgrevink chez elle, et d'autres médailles et honneurs arrivent de Norvège, du Danemark et des États-Unis, mais les réalisations de l'expédition ne sont pas largement reconnues. Markham persiste dans ses attaques contre Borchgrevink, le décrivant comme rusé et sans scrupule. L'hommage d'Amundsen est l'une des seules voix d'approbation de Borchgrevink. Le biographe de Scott, David Crane suppose que si Borchgrevink avait été un officier de la Royal Navy, son expédition aurait été traitée différemment en Grande-Bretagne, mais « un marin et professeur norvégien ne saurait jamais être pris au sérieux ».
Une reconnaissance tardive est venue en 1930, longtemps après la mort de Markham, lorsque la Royal Geographical Society a remis à Borchgrevink la Patron's Medal. Elle admis que « justice n'avait pas été rendue à l'époque au travail de pionnier de l'expédition Southern Cross », et que l'ampleur des difficultés qu'elle a dû surmonter avait été auparavant sous-estimée.